# Dipodomys ordii
Dipodomys ordii là một loài động vật có vú trong họ Chuột kangaroo, bộ Gặm nhấm. Loài này được Woodhouse mô tả năm 1853.

## Hình ảnh

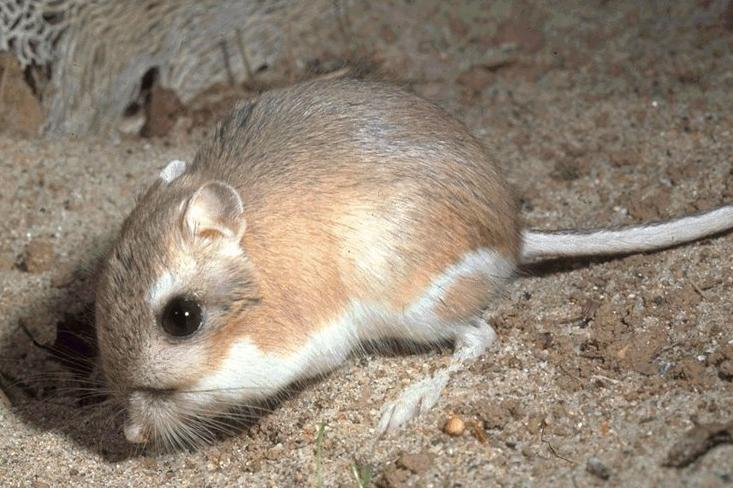